# Copa Real Federación Española de Fútbol (fase autonómica de las Islas Baleares)
La fase autonómica de las Islas Baleares de la Copa Real Federación Española de Fútbol, es un campeonato oficial organizado por la Federación de Fútbol de las Islas Baleares (FFIB), bajo el auspicio de la Real Federación Española de Fútbol (RFEF), que enfrenta anualmente a algunos equipos de Baleares.

## Historia
En la temporada 1993-94 se recupera la Copa Real Federación Española de Fútbol. Esta fase se desarrollará a nivel regional y podrán participar, mediante inscripción voluntaria, todos los equipos de la correspondiente federación territorial, de Primera Federación, Segunda Federación y Tercera Federación, de la pasada temporada que no se hayan clasificado bien a la Copa del Rey, o bien a la fase nacional de la Copa Real Federación Española de Fútbol.
El campeón acude a la fase nacional de la Copa Real Federación Española de Fútbol.
En función de lo que marque el Reglamento de Competiciones de Ámbito Estatal para la temporada, cada federación regional tendrá que comunicar, en fecha que determine el Departamento de Competiciones, el nombre del equipo que hubiese adquirido el derecho para 
participar en la Fase Nacional.

## Ediciones
| Edición | Temp.     | Campeón                    | Subcampeón              | Resultado        |
| ------- | --------- | -------------------------- | ----------------------- | ---------------- |
| I       | 1993-94   | C. F. Playas de Calviá     | C. D. Atlético Baleares | 1-0 / 1-1        |
| II      | 1994-95   | R. C. D. Mallorca "B"      | C. D. Atlético Baleares | 1-0 / 3-0        |
| III     | 1995-96   | R. C. D. Mallorca "B"      | C. F. Sóller            | 0-2 / 3-1 (pen.) |
| IV      | 1996-97   | C. F. Sóller               | C. D. Constancia        | 1-3 / 4-1        |
| V       | 1997-98   | C. D. Constancia           | R. C. D. Mallorca "B"   | 2-0 / 0-0        |
| VI      | 1998-99   | U. D. Poblense             | C. D. Atlético Baleares | 2-1 / 0-1        |
| VII     | 1999-2000 | R. C. D. Mallorca "B"      | C. D. Constancia        | 1-0 / 3-1        |
| VIII    | 2000-01   | C. D. Atlético Baleares    | C. D. Constancia        | 1-0 / -          |
| IX      | 2001-02   | C. D. Binisalem            | C. D. Ferriolense       | 1-3 / 4-1        |
| X       | 2002-03   | C. D. Ferriolense          | C. D. Manacor           | 2-0 / -          |
| XI      | 2003-04   | C. D. Manacor              | C. D. Atlético Baleares | 1-0 / 2-1        |
| XII     | 2004-05   | U. D. Poblense             | C. D. Constancia        | 0-1 / 2-1        |
| XIII    | 2005-06   | R. C. D. Mallorca "B"      | C. F. Sporting Mahonés  | 0-0 / 3-1        |
| XIV     | 2006-07   | R. C. D. Mallorca "B"      | C. D. Ferriolense       | 0-1 / 4-0        |
| XV      | 2007-08   | C. D. Ferriolense          | C. D. Binisalem         | 1-1 / 3-3 (pen.) |
| XVI     | 2008-09   | R. C. D. Mallorca "B"      | C. D. Binisalem         | 2-2 / 2-1        |
| XVII    | 2009-10   | C. D. Atlético Baleares    | R. C. D. Mallorca "B"   | 1-0 / 1-1        |
| XVIII   | 2010-11   | R. C. D. Mallorca "B"      | C. D. Binisalem         | 2-1 / 3-1        |
| XIX     | 2011-12   | C. D. Binisalem            | R. C. D. Mallorca "B"   | 2-2 / 2-1        |
| XX      | 2012-13   | R. C. D. Mallorca "B"      | S. C. R. Peña Deportiva | 0-0 / 3-0        |
| XXI     | 2013-14   | C. D. Binisalem            | R. C. D. Mallorca "B"   | 0-2 / 2-0 (pen.) |
| XXII    | 2014-15   | C. D. Mercadal             | C. D. Binisalem         | 0-0 / 3-1        |
| XXIII   | 2015-16   | C. D. Atlético Baleares    | S. C. R. Peña Deportiva | 2-2 / 1-1        |
| XXIV    | 2016-17   | U. D. Poblense             | R. C. D. Mallorca "B"   | 0-1 / 5-2        |
| XXV     | 2017-18   | R. C. D. Mallorca "B"      | S. C. R. Peña Deportiva | 2-1 / 1-1        |
| XXVI    | 2018-19   | S. C. R. Peña Deportiva    | S. D. Formentera        | 4-1 / 1-1        |
| XXVII   | 2019-20   | U. D. Poblense             | U. D. Ibiza             | 2-1              |
| XXVIII  | 2020-21   | No se jugó                 | -                       | -                |
| XXIX    | 2021-22   | S. C. R. Peña Deportiva    | C. F. Playas de Calviá  | 5-0              |
| XXX     | 2022-23   | C. F. Playas de Calviá     | C. D. Llosetense        | 2-0              |
| XXXI    | 2023-24   | C. D. Ibiza Islas Pitiusas | S. D. Formentera        | 3-1              |
| XXXII   | 2024-25   | C. D. Manacor              | S. E. Penya Independent | 1-1 (3:1 pen.)   |

## Cuadro de campeones
| #  | Equipo                     | Títulos | Temporadas                                                                      |
| -- | -------------------------- | ------- | ------------------------------------------------------------------------------- |
| 1  | R. C. D. Mallorca "B"      | 9       | 1994-95, 1995-96, 1999-00, 2005-06, 2006-07, 2008-09, 2010-11, 2012-13, 2017-18 |
| 2  | U. D. Poblense             | 4       | 1998-99, 2004-05, 2016-17, 2019-20                                              |
| 3  | C. D. Atlético Baleares    | 3       | 2000-01, 2009-10, 2015-16                                                       |
| 4  | C. D. Binisalem            | 3       | 2001-02, 2011-12, 2013-14                                                       |
| 5  | C. D. Ferriolense          | 2       | 2002-03, 2007-08                                                                |
| 6  | S. C. R. Peña Deportiva    | 2       | 2018-19, 2021-22                                                                |
| 7  | C. F. Playas de Calviá     | 2       | 1993-94, 2022-23                                                                |
| 8  | C. D. Manacor              | 2       | 2003-04, 2024-25                                                                |
| 9  | C. F. Sóller               | 1       | 1996-97                                                                         |
| 10 | C. D. Constancia           | 1       | 1997-98                                                                         |
| 11 | C. D. Mercadal             | 1       | 2014-15                                                                         |
| 12 | C. D. Ibiza Islas Pitiusas | 1       | 2023-24                                                                         |